# Rıfat Yıldız
Rıfat Yıldız (ur. 1 kwietnia 1965 w Yenigazi) – turecki, a od 1987 roku zachodnioniemiecki, a następnie niemiecki zapaśnik startujący w stylu klasycznym. Czterokrotny olimpijczyk. Srebrny medalista z Barcelony 1992; czwarty w Sydney 2000; piąty w Atlancie 1996 i ósmy w Seulu 1988. Walczył w kategorii 57–58 kg.

## Życiorys
Zdobył trzy medale na mistrzostwach świata w latach 1987–1991. Zdobył pięć medali na mistrzostwach Europy, tym złoty w 1992 roku.
Siedmiokrotny mistrz Niemiec w latach: 1988–1992, 1994 i 1996; drugi w 1995, a trzeci w 1987 i 1993.
Jego przyrodni bart Fuat Yıldız, był również zapaśnikiem i olimpijczykiem z 1992 roku.